# Эванс, Дэниел
Дэниел (Дэн) Эванс (англ. Daniel Evans; родился 23 мая 1990 года в Бирмингеме, Великобритания) — британский профессиональный теннисист; победитель двух турниров ATP в одиночном разряде; обладатель Кубка Дэвиса 2015 года в составе сборной Великобритании; неоднократно по ходу карьеры являлся первой ракеткой Великобритании.

## Общая информация
Дэниел — один из трёх детей Дэвида и Бернадетты Эвансов; у него есть две сестры — Клер и Лора.
Британец в теннисе с семи лет; любимое покрытие — хард; лучший удар — бэкхенд. Во внесоревновательное время Эванс тренируется в британском национальном теннисном центре в Роухэмптоне.
Помимо тенниса Дэниел увлекается гольфом и футболом.
Один из наиболее известных матчей с участием Эванса — встреча с третьей ракеткой мира Стэном Вавринкой в третьем круге Открытого чемпионата США в 2016 году. Дэн имел матчбол на тай-брейке четвёртого сета, но не реализовал его, а затем уступил в пятой партии со счётом 2-6. Вавринка затем впервые в карьере дошёл до финала этого турнира Большого шлема и выиграл титул.

## Спортивная карьера
Эванс впервые сыграл в основной сетке турнира АТП в 2008 году, получив специальное приглашение на соревнование в Лондоне. В том же сезоне он одержал первые победы на турнирах младшей серии «фьючерс».
В марте 2009 года Дэниел впервые победил на турнире из серии «челленджер», который проходил на Джерси. Летом он получил возможность сыграть в основной сетке Уимблдонского турнира, который стал для него первым турниром серии Большого шлема. В первом раунде он уступил россиянину Николаю Давыденко. В сентябре Эванс сыграл первые матчи за сборную Великобритании в Кубке Дэвиса.
В 2013 году Эванс смог пройти через квалификацию на Открытый чемпионат США и неплохо сыграть там для себя. В первом раунде он выбил с турнира № 11 посева Кэя Нисикори, а во втором победил Бернарда Томича. В третьем раунде он проиграл ещё одному сеяному теннисисту Томми Робредо.
В феврале 2014 года Эванс в качестве лаки-лузера попал на турнир в Загребе и смог хорошо себя проявить, впервые выйди в полуфинал турнира АТП. В ноябре 2015 года он победил на «челленджере» в Ноксвилле. В 2015 году он стал обладателем Кубка Дэвиса в составе сборной Великобритании, выступив за неё в полуфинале турнира.
Следующий «челленджер» Эванс взял в марте 2016 года в Драммондвилле. Весной того же года он победил на «челленджере» в Тайбэе и это позволило Дэниелю впервые подняться в первую сотню мирового рейтинга. На Уимблдонском турнире он сумел впервые выйти в третий раунд, где он проиграл Роджеру Федереру. На Открытом чемпионате США он также сумел пройти в третий раунд, проиграв там в пяти партиях будущему чемпиону турнира Стэну Вавринке, при этом Эванс имел матчбол на тай-брейке четвёртого сета.
В январе 2017 года Эванс сыграл свой дебютный финал в Мировом туре. Он пробился в него на турнире в Сиднее. ПО ходу турнира он также впервые обыграл теннисиста из Топ-10 — на стадии 1/4 финала Дэниел нанёс поражение № 8 в мире Доминику Тиму (3-6, 6-4, 6-1). В решающем матче турнира Эванс проиграл «ветерану» Жилю Мюллеру со счётом 6-7(5), 2-6. Пройдя во второй раунд Открытого чемпионата Австралии, Эванс сыграл против № 7 в мире Марина Чилича и смог победить его со счётом 3-6, 7-5, 6-3, 6-3. Затем он обыграл Томича и впервые в карьере вышел в четвёртый раунд на Больших шлемах. Дорогу в четвертьфинал для него закрыл Жо-Вильфрид Тсонга. Хорошая игра в январе позволила Эвансу впервые войти в топ-50 мирового рейтинга.
В допинг-пробе, взятой в апреле 2017 года у Эванса были обнаружены следы кокаина и в октябре он был дисквалифицирован на один год, начиная с 24 апреля 2017 года.
Первый титул после отбытия дисквалификации Эванс выиграл в августе на «челленджере» в Ванкувере.
В феврале 2019 года дошёл до финала турнира в Делрей-Бич, где уступил молдованину Раду Алботу в трёхсетовом матче, где судьба финала решалась на тай-брейке. По ходу турнира обыграл таких теннисистов как Фрэнсис Тиафо, Джон Изнер, Андреас Сеппи. Победа над Изнером стала для Эванса третьей в карьере над теннисистом из топ-10 рейтинга и первой с 2017 года.
В июне 2019 года выиграл два «челленджера» на траве в Сербитоне и Ноттингеме. В июле 2019 года Дэниел участвовал в Уимблдонском турнире, где дошёл до третьего раунда, но проиграл в пятисетовом поединке португальцу Жуану Соузе.
На Открытом чемпионате США 2019 года дошёл до третьего раунда, но проиграл Роджеру Федереру в трёх сетах.
На Открытом чемпионате Австралии 2020 года Эванс во втором круге уступил японцу Ёсихито Нисиоке (4-6 3-6 4-6). 20 января 2020 года 29-летний Эванс поднялся на высшее в карьере 32-е место в мировом рейтинге, являясь единственным британцем в топ-50.
В начале февраля 2021 года, перед стартом Открытого чемпионата Австралии по теннису, Даниэль стал впервые в карьере победителем турнира ATP-250 в Мельбурне. В финале он обыграл канадского спортсмена Феликс Оже-Альяссима. По ходу турнира сумел сломить сопротивления таких теннисистов как Жереми Шарди и Борна Чорич. В марте Дэну удалось дойти до финала Мастерса в Майами в парном разряде вместе с Нилом Скупски, где они проиграли Мате Павичу и Николе Мектичу. На Мастерсе в Монте-Карло в апреле Дэн во втором раунде обыграл Хуберта Хуркача, а в третьем расправился с первой ракеткой мира Новаком Джоковичем. В 1/4 финала он переиграл  Давида Гоффена. В полуфинале получил разгромное поражение от будущего победителя Стефаноса Циципаса. В паре Дэн сыграл с Нилом Скупски и дошёл до финала. В полуфинале Дэн и Нил обыграл на тот момент вторую и третью ракетку мира Хуана Себастьяна Кабаля и Роберта Фараха. В финале уступили на супертайбрейке Павичу и Мектичу.

## Рейтинг на конец года
| Год  | Одиночный рейтинг | Парный рейтинг |
| 2023 | 38                | 169            |
| 2022 | 27                | 74             |
| 2021 | 25                | 59             |
| 2020 | 32                | 148            |
| 2019 | 42                | 149            |
| 2018 | 192               | 522            |
| 2017 | 133               | 315            |
| 2016 | 66                | 277            |
| 2015 | 183               |                |
| 2014 | 305               |                |
| 2013 | 150               | 719            |
| 2012 | 297               | 663            |
| 2011 | 342               | 657            |
| 2010 | 363               | 498            |
| 2009 | 261               | 643            |
| 2008 | 477               | 863            |
| 2007 | 1258              | 931            |
| 2006 | 1541              | 1116           |

## Выступления на турнирах

### Финалы турнировATPв одиночном разряде (4)

#### Победы (2)
| Легенда                     |
| --------------------------- |
| Турниры Большого шлема (0)* |
| Итоговый турнир ATP (0)     |
| ATP Мастерс 1000 (0)        |
| АТР 500 (1)                 |
| АТР 250 (1)                 |

| Титулы по покрытиям | Титулы по месту проведения матчей турнира |
| ------------------- | ----------------------------------------- |
| Хард (2)*           | Зал (0)                                   |
| Грунт (0)           | Зал (0)                                   |
| Трава (0)           | Открытый воздух (2)                       |
| Ковёр (0)           | Открытый воздух (2)                       |

* количество побед в одиночном разряде.
| №  | Дата           | Турнир              | Покрытие | Соперник в финале   | Счёт    |
| 1. | 7 февраля 2021 | Мельбурн, Австралия | Хард     | Феликс Оже-Альяссим | 6-2 6-3 |
| 2. | 6 августа 2023 | Вашингтон, США      | Хард     | Таллон Грикспор     | 7-5 6-3 |

#### Поражения (2)
| №  | Дата            | Турнир            | Покрытие | Соперник в финале | Счёт           |
| 1. | 14 января 2017  | Сидней, Австралия | Хард     | Жиль Мюллер       | 6-7(5) 2-6     |
| 2. | 24 февраля 2019 | Делрей-Бич, США   | Хард     | Раду Албот        | 6-3 3-6 6-7(7) |

### Финалы челленджеров и фьючерсов в одиночном разряде (40)

#### Победы (22)
| Условные обозначения |
| Челленджеры (9)*     |
| Фьючерсы (13+7)      |

| Титулы по покрытиям | Титулы по месту проведения матчей турнира |
| ------------------- | ----------------------------------------- |
| Хард (15+6)*        | Зал (7+3)                                 |
| Грунт (1+1)         | Зал (7+3)                                 |
| Трава (5)           | Открытый воздух (15+4)                    |
| Ковёр (1)           | Открытый воздух (15+4)                    |

* количество побед в одиночном разряде + количество побед в парном разряде.
| №   | Дата             | Турнир                     | Покрытие    | Соперник в финале  | Счёт                |
| 1.  | 9 августа 2008   | Рексем, Великобритания     | Хард        | Ян Фланаган        | 4-6 6-3 1-0 — отказ |
| 2.  | 16 августа 2008  | Лондон, Великобритания     | Хард        | Даниэль Данилович  | 3-6 7-6(7) 6-2      |
| 3.  | 25 октября 2008  | Глазго, Великобритания     | Хард (зал)  | Маркус Уиллис      | 6-2 3-1 — отказ     |
| 4.  | 29 марта 2009    | Джерси                     | Хард (зал)  | Ян Минарж          | 6-3 6-2             |
| 5.  | 22 января 2012   | Шеффилд, Великобритания    | Хард (зал)  | Дэвид Райс         | 6-2 6-0             |
| 6.  | 11 августа 2012  | Лондон, Великобритания     | Хард        | Даниэль Кокс       | 6-2 7-5             |
| 7.  | 8 сентября 2012  | Роухэмптон, Великобритания | Хард        | Джошуа Милтон      | 6-3 6-1             |
| 8.  | 16 сентября 2012 | Ноттингем, Великобритания  | Хард        | Ричард Блумфилд    | 7-6(4) 7-6(2)       |
| 9.  | 10 марта 2013    | Шрусбери, Великобритания   | Хард (зал)  | Маркус Уиллис      | 7-6(3) 7-6(1)       |
| 10. | 18 мая 2013      | Бостад, Швеция             | Грунт       | Гжегож Панфил      | 6-4 7-6(4)          |
| 11. | 10 мая 2015      | Шарм-эш-Шейх, Египет       | Хард        | Барис Эргуден      | 6-2 6-7(3) 6-3      |
| 12. | 12 июля 2015     | Фринтон, Великобритания    | Трава       | Даниэль Смитхёрст  | 7-6(4) 7-6(8)       |
| 13. | 19 июля 2015     | Филикстоу, Великобритания  | Трава       | Даниэль Кокс       | 6-2 6-1             |
| 14. | 13 сентября 2015 | Ноттингем, Великобритания  | Хард        | Даниэль Кокс       | 6-7(4) 6-3 6-1      |
| 15. | 15 ноября 2015   | Ноксвилл, США              | Хард (зал)  | Фрэнсис Тиафо      | 5-7 6-1 6-3         |
| 16. | 20 марта 2016    | Драммондвилл, Канада       | Хард (зал)  | Эдвард Корри       | 6-3 6-4             |
| 17. | 1 мая 2016       | Тайбэй, Тайвань            | Ковёр (зал) | Константин Кравчук | 3-6 6-4 6-4         |
| 18. | 14 августа 2016  | Аптос, США                 | Хард        | Кэмерон Норри      | 6-3 6-4             |
| 19. | 19 августа 2018  | Ванкувер, Канада           | Хард        | Джейсон Каблер     | 4-6 7-5 7-6(3)      |
| 20. | 9 июня 2019      | Сербитон, Великобритания   | Трава       | Виктор Троицки     | 6-2 6-3             |
| 21. | 16 июня 2019     | Ноттингем, Великобритания  | Трава       | Евгений Донской    | 7-6(3) 6-3          |
| 22. | 12 июня 2022     | Ноттингем, Великобритания  | Трава       | Джордан Томпсон    | 6-4 6-4             |

#### Поражения (18)
| №   | Дата             | Турнир                     | Покрытие   | Соперник в финале   | Счёт           |
| 1.  | 24 октября 2009  | Глазго, Великобритания     | Хард (зал) | Янник Мертенс       | 0-6 2-6        |
| 2.  | 9 мая 2010       | Витербо, Италия            | Грунт      | Гильермо Ормасабаль | 7-5 3-6 4-6    |
| 3.  | 11 сентября 2010 | Лондон, Великобритания     | Хард       | Даниэль Кокс        | 1-6 1-6        |
| 4.  | 18 сентября 2010 | Ноттингем, Великобритания  | Хард       | Джошуа Милтон       | 1-6 5-7        |
| 5.  | 23 октября 2010  | Глазго, Великобритания     | Хард (зал) | Мэттью Эбден        | 2-6 6-3 3-6    |
| 6.  | 30 октября 2010  | Кардифф, Великобритания    | Хард (зал) | Юрген Цопп          | 4-6 5-7        |
| 7.  | 12 марта 2011    | Типтон, Великобритания     | Хард (зал) | Янник Мертенс       | 2-6 6-7(6)     |
| 8.  | 19 марта 2011    | Бат, Великобритания        | Хард (зал) | Микаэль Рюдерстедт  | 6-1 6-7(6) 3-6 |
| 9.  | 9 апреля 2011    | Кхонкэн, Таиланд           | Хард       | Данай Удомчоке      | 2-6 4-6        |
| 10. | 16 июля 2011     | Фринтон, Великобритания    | Трава      | Джошуа Гудолл       | 3-6 2-6        |
| 11. | 16 марта 2013    | Бат, Великобритания        | Хард (зал) | Эдвард Корри        | 3-6 6-7(4)     |
| 12. | 4 августа 2013   | Ванкувер, Канада           | Хард       | Вашек Поспишил      | 0-6 6-1 5-7    |
| 13. | 11 августа 2013  | Аптос, США                 | Хард       | Брэдли Клан         | 6-3 6-7(5) 4-6 |
| 14. | 6 сентября 2015  | Роухэмптон, Великобритания | Хард       | Квентен Алис        | 1-6 7-6(5) 5-7 |
| 15. | 7 февраля 2016   | Даллас, США                | Хард (зал) | Кайл Эдмунд         | 3-6 2-6        |
| 16. | 8 мая 2016       | Пусан, Южная Корея         | Хард       | Константин Кравчук  | 4-6 4-6        |
| 17. | 17 июня 2018     | Ноттингем, Великобритания  | Трава      | Алекс де Минор      | 6-7(4) 5-7     |
| 18. | 3 февраля 2019   | Кемпер, Франция            | Хард (зал) | Грегуар Баррер      | 6-4 2-6 3-6    |

### Финалы турнировATPв парном разряде (3)

#### Поражения (3)
| №  | Дата            | Турнир              | Покрытие | Партнёр     | Соперники в финале       | Счёт           |
| 1. | 4 апреля 2021   | Майами, США         | Хард     | Нил Скупски | Никола Мектич Мате Павич | 4-6 4-6        |
| 2. | 18 апреля 2021  | Монте-Карло, Монако | Грунт    | Нил Скупски | Никола Мектич Мате Павич | 3-6 6-4 [7-10] |
| 3. | 14 августа 2022 | Монреаль, Канада    | Хард     | Джон Пирс   | Уэсли Колхоф Нил Скупски | 2-6 6-4 [6-10] |

### Финалы челленджеров и фьючерсов в парном разряде (20)

#### Победы (7)
| №  | Дата             | Турнир                    | Покрытие   | Партнёр        | Соперники в финале              | Счёт                 |
| 1. | 10 мая 2008      | Эдинбург, Великобритания  | Грунт      | Джошуа Милтон  | Диего Альварес Федерико Торрези | 6-2 6-2              |
| 2. | 14 марта 2009    | Типтон, Великобритания    | Хард (зал) | Хенри Континен | Скотт Удсема Филлип Симмондс    | 6-7(5) 7-6(4) [10-4] |
| 3. | 18 сентября 2010 | Ноттингем, Великобритания | Хард       | Льюис Бартон   | Шон Торнли Маркус Уиллис        | 7-5 1-6 [13-11]      |
| 4. | 25 сентября 2010 | Рексем, Великобритания    | Хард       | Льюис Бартон   | Дэвид Райс Шон Торнли           | 7-6(6) 6-4           |
| 5. | 23 октября 2010  | Глазго, Великобритания    | Хард (зал) | Льюис Бартон   | Джошуа Милтон Мэттью Эбден      | 7-6(1) 3-6 [10-6]    |
| 6. | 31 июля 2011     | Чизик, Великобритания     | Хард       | Лайам Броуди   | Льюис Бартон Эдвард Корри       | 7-6(3) 4-6 [10-7]    |
| 7. | 16 марта 2013    | Бат, Великобритания       | Хард (зал) | Льюис Бартон   | Ян Минарж Марек Семян           | 5-7 6-1 [10-5]       |

#### Поражения (13)
| №   | Дата             | Турнир                     | Покрытие   | Партнёр           | Соперники в финале                     | Счёт            |
| 1.  | 1 октября 2006   | Ноттингем, Великобритания  | Хард       | Марк Хилтон       | Нил Бамфорд Джим Мэй                   | 2-6 7-6(4) 0-6  |
| 2.  | 20 октября 2007  | Глазго, Великобритания     | Хард (зал) | Ладислав Храмоста | Джошуа Гудолл Кен Скупски              | 6-7(5) 6-7(7)   |
| 3.  | 28 сентября 2008 | Мартос, Испания            | Хард       | Даниэль Кокс      | Дмитрий Ситак Камил Чапкович           | 4-6 5-2 — отказ |
| 4.  | 8 февраля 2009   | Фёшероль, Франция          | Хард (зал) | Маркус Уиллис     | Николя Турт Оливье Шарруа              | 3-6 4-6         |
| 5.  | 16 мая 2010      | Поццуоли, Италия           | Грунт      | Лауринас Григелис | Хуан Мартин Арангурен Алехандро Фаббри | 4-6 6-7(4)      |
| 6.  | 22 октября 2011  | Глазго, Великобритания     | Хард (зал) | Эндрю Фицпатрик   | Фабио Коланджело Марко Круньола        | 4-6 6-2 [13-15] |
| 7.  | 7 июля 2012      | Манчестер, Великобритания  | Трава      | Том Бёрн          | Джошуа Гудолл Маркус Уиллис            | 2-6 6-7(3)      |
| 8.  | 21 июля 2012     | Филикстоу, Великобритания  | Трава      | Том Бёрн          | Льюис Бартон Эдвард Корри              | 2-6 2-6         |
| 9.  | 11 августа 2012  | Лондон, Великобритания     | Хард       | Том Бёрн          | Шон Торнли Эндрю Фицпатрик             | 6-7(2) 2-6      |
| 10. | 2 февраля 2013   | Шеффилд, Великобритания    | Хард (зал) | Эндрю Фицпатрик   | Дэвид Райс Шон Торнли                  | 2-6 6-7(6)      |
| 11. | 23 марта 2013    | Сандерленд, Великобритания | Хард (зал) | Льюис Бартон      | Даниэль Смитхёрст Александр Уорд       | 5-7 6-7(4)      |
| 12. | 20 марта 2016    | Драммондвилл, Канада       | Хард (зал) | Ллойд Гласспул    | Джеймс Серретани Макс Шнур             | 6-3 3-6 [9-11]  |
| 13. | 2 сентября 2018  | Манакор, Испания           | Хард       | Херард Гранольерс | Ариэль Беар Энрике Лопес Перес         | Без игры        |